# Dasypoda iberica
Dasypoda iberica là một loài ong trong họ Melittidae. Loài này được Warncke miêu tả khoa học đầu tiên năm 1973.